# Bianca Cook
Bianca Cook (nacida Bianca Walkden, Liverpool, 29 de septiembre de 1991) es una deportista británica que compitió en taekwondo. Su esposo, Aaron Cook, compitió en el mismo deporte.
Participó en dos Juegos Olímpicos de Verano, obteniendo dos medallas de bronce, en Río de Janeiro 2016 y Tokio 2020, ambas en la categoría de +67 kg.
Ganó cuatro medallas en el Campeonato Mundial de Taekwondo entre los años 2015 y 2023, y seis medallas en el Campeonato Europeo de Taekwondo entre los años 2010 y 2022.

## Palmarés internacional
| Juegos Olímpicos   | Juegos Olímpicos         | Juegos Olímpicos  | Juegos Olímpicos |
| Año                | Lugar                    | Medalla           | Categoría        |
| ------------------ | ------------------------ | ----------------- | ---------------- |
| 2016               | Río de Janeiro (Brasil)  | Medalla de bronce | +67 kg           |
| 2020               | Tokio (Japón)            | Medalla de bronce | +67 kg           |
| Campeonato Mundial |                          |                   |                  |
| Año                | Lugar                    | Medalla           | Categoría        |
| 2015               | Cheliábinsk (Rusia)      | Medalla de oro    | +73 kg           |
| 2017               | Muju (Corea del Sur)     | Medalla de oro    | +73 kg           |
| 2019               | Mánchester (Reino Unido) | Medalla de oro    | +73 kg           |
| 2023               | Bakú (Azerbaiyán)        | Medalla de bronce | +73 kg           |
| Campeonato Europeo |                          |                   |                  |
| Año                | Lugar                    | Medalla           | Categoría        |
| 2010               | San Petersburgo (Rusia)  | Medalla de bronce | +73 kg           |
| 2014               | Bakú (Azerbaiyán)        | Medalla de oro    | +73 kg           |
| 2016               | Montreux (Suiza)         | Medalla de oro    | +73 kg           |
| 2018               | Kazán (Rusia)            | Medalla de plata  | +73 kg           |
| 2021               | Sofía (Bulgaria)         | Medalla de oro    | +73 kg           |
| 2022               | Mánchester (Reino Unido) | Medalla de oro    | +73 kg           |